# Liste der Kulturdenkmale in Hainersdorf (Sebnitz)
Die Liste der Kulturdenkmale in Hainersdorf (Sebnitz) enthält die in der amtlichen Denkmalliste des Landesamtes für Denkmalpflege Sachsen ausgewiesenen Kulturdenkmale im Sebnitzer Ortsteil Hainersdorf.
Die Anmerkungen sind zu beachten.
Diese Liste ist eine Teilliste der Liste der Kulturdenkmale in Sebnitz.

## Legende
- Bild: Bild des Kulturdenkmals, ggf. zusätzlich mit einem Link zu weiteren Fotos des Kulturdenkmals im Medienarchiv Wikimedia Commons. Wenn man auf das Kamerasymbol klickt, können Fotos zu Kulturdenkmalen aus dieser Liste hochgeladen werden:
- Bezeichnung: Denkmalgeschützte Objekte und ggf. Bauwerksname des Kulturdenkmals
- Lage: Straßenname und Hausnummer oder Flurstücknummer des Kulturdenkmals. Die Grundsortierung der Liste erfolgt nach dieser Adresse. Der Link (Karte) führt zu verschiedenen Kartendiensten mit der Position des Kulturdenkmals. Fehlt dieser Link, wurden die Koordinaten noch nicht eingetragen. Sind diese bekannt, können sie über ein Tool mit einer Kartenansicht einfach nachgetragen werden. In dieser Kartenansicht sind Kulturdenkmale ohne Koordinaten mit einem roten bzw. orangen Marker dargestellt und können durch Verschieben auf die richtige Position in der Karte mit Koordinaten versehen werden. Kulturdenkmale ohne Bild sind an einem blauen bzw. roten Marker erkennbar.
- Datierung: Baubeginn, Fertigstellung, Datum der Erstnennung oder grobe zeitliche Einordnung entsprechend des Eintrags in der sächsischen Denkmaldatenbank
- Beschreibung: Kurzcharakteristik des Kulturdenkmals entsprechend des Eintrags in der sächsischen Denkmaldatenbank, ggf. ergänzt durch die dort nur selten veröffentlichten Erfassungstexte oder zusätzliche Informationen
- ID: Vom Landesamt für Denkmalpflege Sachsen vergebene, das Kulturdenkmal eindeutig identifizierende Objekt-Nummer. Der Link führt zum PDF-Denkmaldokument des Landesamtes für Denkmalpflege Sachsen. Bei ehemaligen Kulturdenkmalen können die Objektnummern unbekannt sein und deshalb fehlen bzw. die Links von aus der Datenbank entfernten Objektnummern ins Leere führen. Ein ggf. vorhandenes Icon  führt zu den Angaben des Kulturdenkmals bei Wikidata.

## Hainersdorf
| Bild                                    | Bezeichnung | Lage                               | Datierung                      | Beschreibung | ID       |
| --------------------------------------- | --- | ---------------------------------- | ------------------------------ | --- | -------- |
|                                         | Sachgesamtheitsbestandteil mit mehreren Einzeldenkmalen sowie die Trasse in Hainersdorf als Sachgesamtheitsteil | Hainersdorf (Karte)                | um 1880                        | Sachgesamtheitsbestandteil der Sachgesamtheit mit folgenden Einzeldenkmalen: zwei Eisenbahntunnel (Einzeldenkmale ID-Nr. 09299899 und 09299903), Sandstein-Bogenbrücke (Einzeldenkmal ID-Nr. 09299905), Reste einer Bogenbrücke (Einzeldenkmal ID-Nr. 09299906), Eisenbahnunterführung (Einzeldenkmal ID-Nr. 09299907) und zwei Bahnwärterhäuser mit Nebengebäuden (Einzeldenkmale ID-Nr. 09299904 und 092299902) sowie die Trasse als Sachgesamtheitsteil – eisenbahngeschichtlich von Bedeutung. | 09302096 |
|                                         | Eisenbahntunnel III Hainersdorf (Einzeldenkmal zu ID-Nr. 09302096)                                              | Hainersdorf (Karte)                | 1875                           | Einzeldenkmal der Sachgesamtheit: Eisenbahntunnel – baugeschichtlich, eisenbahngeschichtlich und technikgeschichtlich von Bedeutung. Eisenbahntunnel (1875), Granitmauerwerk mit Gewölbe aus Sandsteinquadern, hufeisenförmig, mit bossiertem Rand, Länge 93 m. | 09299899 |
|                                         | Eisenbahntunnel II Hainersdorf (Einzeldenkmal zu ID-Nr. 09302096)                                               | Hainersdorf (Karte)                | 1875                           | Einzeldenkmal der Sachgesamtheit: Eisenbahntunnel – baugeschichtlich, eisenbahngeschichtlich und technikgeschichtlich von Bedeutung. Eisenbahntunnel (1875), 89 m lang, Hausteinfassade, hufeisenförmiges Gewölbe, Gewölberand an den Fassaden bossiert. | 09299903 |
|                                         | Bahnwärterhaus Nr. 36a mit Nebengebäude Hainersdorf (Einzeldenkmal zu ID-Nr. 09302096)                          | Hainersdorf, Goldgruben 16 (Karte) |                                | Einzeldenkmale der Sachgesamtheit: Bahnwärterhaus Nr. 36a mit Nebengebäude – baugeschichtlich, eisenbahngeschichtlich und technikgeschichtlich von Bedeutung. Bahnwärterhaus Nr. 36a mit Nebengebäude (vor 1900) – anderthalb-geschossig, Schweizerstil, Gurtgesims, profilierte Sparrenköpfe. | 09299904 |
|                                         | Sandstein-Bogenbrücke Hainersdorf (Einzeldenkmal zu ID-Nr. 09302096)                                            | Hainersdorf (Karte)                | 1877                           | Einzeldenkmal der Sachgesamtheit: Sandstein-Bogenbrücke bei km 51,7 – baugeschichtlich, eisenbahngeschichtlich und technikgeschichtlich von Bedeutung. Sandstein-Bogenbrücke (1877), Unterführung einer Straße, lichte Weite 7 m, lichte Höhe 6 m, ca. 21 m Länge. | 09299905 |
| Direkt Bild zu diesem Denkmal hochladen | Reste einer Bogenbrücke Hainersdorf (Einzeldenkmal zu ID-Nr. 09302096)                                          | Hainersdorf (Karte)                |                                | Einzeldenkmal der Sachgesamtheit: Reste einer Bogenbrücke – baugeschichtlich, eisenbahngeschichtlich und technikgeschichtlich von Bedeutung. Reste einer Sandstein-Bogenbrücke (1870er Jahre). | 09299906 |
|                                         | Eisenbahnunterführung Hainersdorf (Einzeldenkmal zu ID-Nr. 09302096)                                            | Hainersdorf (Karte)                |                                | Einzeldenkmal der Sachgesamtheit: Eisenbahnunterführung – baugeschichtlich, eisenbahngeschichtlich und technikgeschichtlich von Bedeutung. Eisenbahnunterführung (1877); Sandsteinbogen, Länge ca. 22 m, lichte Weite 3,5 m, lichte Höhe 3,7 m. | 09299907 |
| Direkt Bild zu diesem Denkmal hochladen | Wohnstallhaus und Auszugshaus                                                                                   | Grundweg 1 (Karte)                 | 1. H. 19. Jh.                  | Wohnstallhaus Obergeschoss Fachwerk, u. a. baugeschichtliche Bedeutung. | 09276846 |
| Direkt Bild zu diesem Denkmal hochladen | Rittergut Hof-Hainersdorf                                                                                       | Gutsweg 45 (Karte)                 | im Kern vermutlich 17./18. Jh. | Herrenhaus eines Rittergutes – baugeschichtlich und ortsgeschichtlich von Bedeutung, Herrenhaus, letzter noch stehender Bau, große Einfahrt (verändert), frei stehender zweigeschossiger Putzbau, Gewölbe, Walmdach, stattliches Portal. | 09276842 |
| Direkt Bild zu diesem Denkmal hochladen | Massives Wohnstallhaus                                                                                          | Hohnsteiner Straße 8 (Karte)       | im Sturz bez. 1869             | baugeschichtliche Bedeutung | 09276850 |
|                                         | Wohnstallhaus                                                                                                   | Hohnsteiner Straße 12 (Karte)      | bez. 1856                      | Obergeschoss Fachwerk, baugeschichtliche Bedeutung | 09276852 |
|                                         | Wohnhaus eines Bauernhofes                                                                                      | Hohnsteiner Straße 14 (Karte)      | 2. H. 19. Jh.                  | u. a. baugeschichtliche Bedeutung | 09299774 |
|                                         | Bahnwärterhaus mit Nebengebäude (Einzeldenkmale zu ID-Nr. 09302096)                                             | Hohnsteiner Straße 21 (Karte)      | vor 1900                       | Einzeldenkmale der Sachgesamtheit Eisenbahnstrecke Bad Schandau–Sebnitz–Neustadt i. Sa.: Bahnwärterhaus mit Nebengebäude – baugeschichtlich, eisenbahngeschichtlich und technikgeschichtlich von Bedeutung. Bahnwärterhaus mit Nebengebäude (vor 1900), anderthalb-geschossiger bzw. eingeschossiger Putzbau im Schweizerstil, Wohnhaus noch mit Teilen der Putzgliederung und profilierten Sparrenköpfen. Bestandteil der wegen ihrer Ingenieurskunst bemerkenswerten Eisenbahnstrecke Bad Schandau–Sebnitz–Neustadt (Sachgesamtheit), baugeschichtlich und eisenbahngeschichtlich von Bedeutung. (LfD/2012). | 09299902 |
| Direkt Bild zu diesem Denkmal hochladen | Wohnstallhaus (ohne hinteren Anbau)                                                                             | Hölle 3 (Karte)                    | um 1850                        | Obergeschoss Fachwerk, baugeschichtliche Bedeutung, Erdgeschoss Sandsteingewände. | 09276843 |
| Direkt Bild zu diesem Denkmal hochladen | Wohnhaus | Hölle 6 (Karte)                    | 1. H. 19. Jh.                  | Obergeschoss Fachwerk verbrettert, baugeschichtlich von Bedeutung. | 09276844 |
| Direkt Bild zu diesem Denkmal hochladen | Wohnhaus | Hölle 7 (Karte)                    | 1. H. 19. Jh.                  | Obergeschoss Fachwerk verschiefert, baugeschichtlich von Bedeutung. | 09276845 |
| Direkt Bild zu diesem Denkmal hochladen | Wohnhaus (Umgebinde)                                                                                            | Querweg 2 (Karte)                  | 1. H. 19. Jh.                  | baugeschichtliche Bedeutung | 09300891 |
| Direkt Bild zu diesem Denkmal hochladen | Wohnhaus eines Bauernhofes                                                                                      | Querweg 6 (Karte)                  | um 1900                        | Obergeschoss Fachwerk verbrettert, baugeschichtlich von Bedeutung. Mit Drempel, Erdgeschoss Ziegelmauerwerk. | 09276849 |
| Direkt Bild zu diesem Denkmal hochladen | Gasthaus Erbgericht                                                                                             | Siedlerstraße 2 (Karte)            | 1797                           | bau- und ortsgeschichtliche Relevanz, stattlicher Baukörper mit Mansarddach, bezeichnet MDCCXCVII (1797). | 09276847 |